# Liste von Hip-Hop-Musikern
Die Liste von Hip-Hop-Musikern beinhaltet Künstler, welche im Genre Hip-Hop (bzw. dessen Subgenres, wie Crunk, Trap oder Cloud Rap und Crossover-Richtungen, wie Pop-Rap, Rap-Rock oder Jazz-Rap) tätig sind.
Die Aufstellung erfolgt nach Herkunftsland, respektive regionalem Wirkungskreis.

## Hip-Hop-Gruppen und MCs

### International
- 13 & God
- ASM a state of mind (deutsch/französisch/kanadisch)
- Blitz Mob
- DJ Tomekk
- Irie Révoltés (deutsch/französisch)
- Rodney Hunter

### Nordamerika

#### Vereinigte Staaten von Amerika
- 070 Shake
- 213
- 21 Savage
- 24kGoldn
- 2 Chainz
- 2 in a Room
- 2 Live Crew
- 2nd II None
- 3OH!3
- 3rd Bass
- 50 Cent
- 6ix9ine
- 6lack
- 702
- 8Ball & MJG
- A+
- Abiodun Oyewole
- A Boogie wit da Hoodie
- A Tribe Called Quest
- Above the Law
- Ab-Soul
- Abstract Rude
- Ace Hood
- Aceyalone
- Action Bronson
- Ad-Rock
- Aesop Rock
- Afrika Bambaataa
- Afrika Islam
- Afroman
- Afu-Ra
- A. G.
- Ahmad
- Akon
- Akrobatik
- A.K.-S.W.I.F.T.
- Akua Naru
- Ali
- Alias
- Amil
- Aminé
- Anderson .Paak
- Andy Mineo
- Angel Haze
- Angie Martinez
- Ant Banks
- Anti-Pop Consortium
- Anybody Killa
- Apache
- Apathy
- Arabian Prince
- Arizona Zervas
- Armani White
- Army of the Pharaohs
- Arrested Development
- ASAP Ferg
- ASAP Rocky
- Asher Roth
- Ashnikko
- Atmosphere
- AZ
- Aubrey Joseph
- Audio Two
- August Alsina
- Awol One
- Ayo & Teo
- Azealia Banks
- Baby Bash
- Baby Keem
- Bad Azz
- Bahamadia
- BAM
- Bass Brothers
- Beanie Sigel
- Beastie Boys
- Benzino
- B. G.
- B. G. Knocc Out
- Bhad Bhabie
- Bia
- Big Boi
- Big Daddy Kane
- Big Gipp
- Big Hawk
- Big Kuntry King
- Big L
- Big Moe
- Big Noyd
- Big Pokey
- Big Pun
- Big Sean
- Big Syke
- Big Tymers
- Birdman
- Bizarre
- Biz Markie
- Bizzy Bone
- Blackalicious
- Black Eyed Peas
- Black Milk
- Black Moon
- Black Rob
- Black Sheep
- Black Star
- Blaq Poet
- Blaque Ivory
- B-Legit
- Blocboy JB
- Blockhead
- Blowfly
- Blueface
- B.o.B
- Body Count
- Bone Crusher
- Bone Thugs-N-Harmony
- Boogie Down Productions
- Boot Camp Clik
- Boo-Yaa T.R.I.B.E.
- Bow Wow
- Bran'Nu
- Brand Nubian
- B-Real
- Brockhampton
- Brotha Lynch Hung
- Bryce Vine
- Bryshere Y. Gray
- Bryson Tiller
- Bubba Sparxxx
- Buckshot
- Bugz
- Bun B
- Busdriver
- Busta Rhymes
- Butterscotch
- Brook-Lynn
- C-Murder
- Cage
- Cali Agents
- Camp Lo
- Cam’ron
- Camu Tao
- Candiria
- Canibus
- Cannibal Ox
- Capone-N-Noreaga
- Cappadonna
- Natalia Cappuccini
- Cardi B
- Casey Veggies
- Cassidy
- C-Bo
- Celph Titled
- Celly Cel
- Chamillionaire
- Chance The Rapper
- Charli Baltimore
- Che Pope
- Chika
- Child Rebel Soldier
- Chingy
- Chino XL
- Cirroc Lofton
- Chilly Tee
- Chris Brown
- Chuck D
- City Girls
- CJ
- CJ Mac
- clipping.
- Clipse
- CL Smooth
- Cocoa Brovaz
- Cody Wise
- Coi Leray
- Coke La Rock
- Cold 187um
- Comethazine
- Common
- Company Flow
- Compton’s Most Wanted
- Consequence
- Cool & Dre
- Coolio
- Cordae
- Cormega
- Cowboy Troy
- Craig G
- Craig Mack
- Crime Mob
- Crooked I
- Crooklyn Clan
- Cuban Link
- CunninLynguists
- CupcakKe
- CYNE
- Cypress Hill
- D12
- D4L
- DaBaby
- Da Beatminerz
- Da Brat
- Da Bush Babees
- Dälek
- Da Lench Mob
- Dame Grease
- Damien Hess
- Danja
- Danny Brown
- Dark Lotus
- Dawaun Parker
- Das EFX
- Dave B
- Dave East
- Daveed Diggs
- David Banner
- David Faustino
- Daz Dillinger
- D-Block
- Deadlee
- Dead Prez
- Death Grips
- Declaime
- Deep Puddle Dynamics
- Defari
- Def Squad
- Dej Loaf
- De La Soul
- Delinquent Habits
- Del tha Funkee Homosapien
- Deltron 3030
- Dem Franchize Boyz
- Denzel Curry
- Desiigner
- Dessa
- Destiny Frasqueri
- Deuce
- Dev
- Devin the Dude
- Diamond D
- Dick Rules
- Digable Planets
- Digital Underground
- Dilated Peoples
- Disco D
- Disturbing tha Peace
- Diggin’ in the Crates
- DJ Assault
- DJ Clue
- DJ Danger Mouse
- DJ Disk
- DJ Drama
- DJ Green Lantern
- DJ Hollywood
- DJ Jazzy Jeff
- DJ Jazzy Jeff & the Fresh Prince
- DJ Kayslay
- DJ Khaled
- DJ Khalil
- DJ Kool
- DJ Laz
- DJ Magic Mike
- DJ Muggs
- DJ Pooh
- DJ Premier
- DJ Quik
- DJ Red Alert
- DJ Shadow
- DJ Whoo Kid
- DMX
- Doe B
- Doja Cat
- Dominic Fike
- Donald Glover
- Don Toliver
- Dorrough
- Doseone
- Doug E. Fresh
- Drag-On
- Dr. Dre
- Dre
- Dreezy
- Dresta
- D Smoke
- Dubb Union
- Dungeon Family
- Dylan Gilmer
- E-40
- Earl Sweatshirt
- Earthgang
- Easy Mo Bee
- Eazy-E
- Egyptian Lover
- El-P
- Elzhi
- Eminem
- Epic Mazur
- EPMD
- Eric B. & Rakim
- Eric Booker
- Eric IQ Gray
- Erick Sermon
- Eric Singleton
- E.S.G.
- Esham
- Euro
- Eve
- Everlast
- Evidence
- Evil Pimp
- Eyedea
- Fabolous
- Fab 5 Freddy
- Far East Movement
- Fashawn
- Fast Life Yungstaz
- The Fat Boys
- Fat Joe
- Fatman Scoop
- Fat Pat
- Fermin IV
- Fetty Wap
- Flatbush Zombies
- Flavor Flav
- Flipsyde
- Flo Rida
- Fonzworth Bentley
- Fort Minor
- Foxy Brown
- Frank Waln
- Franky Gee
- Frayser Boy
- Freddie Gibbs
- Fredro Starr
- Fred the Godson
- Fredwreck
- Freedom Williams
- Freestyle Fellowship
- Freeway
- French Montana
- The Fugees
- Funkdoobiest
- Funkmaster Flex
- Fu-Schnickens
- Future
- Future Brown
- Game
- Gang Starr
- Gangsta Boo
- Ganksta N-I-P
- GaTa
- Gavlyn
- G-Eazy
- Gene Shinozaki
- Geto Boys
- G Herbo
- Ghostface Killah
- Glasses Malone
- GLC
- G. Love & Special Sauce
- Gnarls Barkley
- Goldie Loc
- GoldLink
- Gonjasufi
- Goodie Mob
- Gorilla Zoe
- Grand Puba
- Grandmaster Caz
- Grandmaster Flash
- Grandmaster Flash & the Furious Five
- Grand Wizard Theodore
- Gravediggaz
- Greg Street
- Group 1 Crew
- Group Home
- Gucci Mane
- Gudda Gudda
- Guilty Simpson
- G Unit
- Gunna
- Guru
- Gym Class Heroes
- GZA
- Hail Mary Mallon
- Half-A-Mill
- Handsome Boy Modeling School
- Havoc
- Heather B.
- Heavy D. & the Boyz
- Hella Sketchy
- Heltah Skeltah
- Hi-Tek
- Hieroglyphics
- Higher Minds
- Ho99o9
- Holla Point
- Hollywood Undead
- Hoodie Allen
- Hopsin
- Hot Boys
- House of Pain
- Huey Mack
- Hurricane Chris
- Iamsu!
- Iann Dior
- Ice Cube
- Ice Spice
- Ice-T
- Ill Bill
- Illogic
- ILoveMakonnen
- Imani Coppola
- Immortal Technique
- Infamous Mobb
- Injury Reserve
- Insane Clown Posse
- Inspectah Deck
- Invisibl Skratch Piklz
- Irv Gotti
- Iyaz
- Jack Harlow
- Jacki-O
- Jadakiss
- Jae Millz
- Jake One
- Jamal Woolard
- Jam Master Jay
- Ja Rule
- Jay Rock
- Jay-Z
- Jazze Pha
- Jazzmatazz
- J. Cole
- J Dilla
- Jean Grae
- Jedi Mind Tricks
- Jeezy
- Jelly Roll
- Jermaine Dupri
- Jeru The Damaja
- J-five
- Jibbs
- Jidenna
- Jim Jones
- J-Kwon
- J-Live
- Joe Budden
- Joell Ortiz
- Joey Badass
- Joey B. Ellis
- Johnny „J“
- Jon Connor
- Joyner Lucas
- JPEGMAFIA
- J. R. Writer
- Juelz Santana
- Juice Crew
- Juice Wrld
- Juicy J.
- Jungle Brothers
- Junior M.A.F.I.A.
- Junk Science
- Jurassic 5
- Just Blaze
- Juvenile
- Ka
- Kadarius Toney
- Kanye West
- Kari Faux
- Kassa Overall
- Katt Williams
- KB
- K Camp
- Keak da Sneak
- Keith Murray
- Kendrick Lamar
- KennyHoopla
- Kenny Muhammad
- Kent Jones
- Kero One
- Kevin Abstract
- Kevin Gates
- Khia
- Kid Cudi
- Kid Frost
- Kid Ink
- Kid ’n Play
- Kids See Ghosts
- Killah Priest
- Killarmy
- Killer Mike
- King Tee
- King Von
- Kinto Sol
- Kirk Knight
- K Love
- Kodak Black
- Kokane
- Kon Artis
- Kool DJ Herc
- Kool G Rap
- Kool Keith
- Kool Moe Dee
- Kool Rock Steady
- Kottonmouth Kings
- Krayzie Bone
- K-Rino
- Kris Kross
- Krizz Kaliko
- KRS-One
- K-Solo
- Kuniva
- Kurious
- Kurtis Blow
- Kurupt
- Kyle
- Kyle Lucas
- La Coka Nostra
- Lakeith Stanfield
- Large Professor
- Lauryn Hill
- Layzie Bone
- Leaders of the New School
- Lecrae
- Le1f
- Lexicon
- Lexii Alijai
- Lifers Group
- Lil B
- Lil Baby
- Lil Boosie
- Lil’ Cease
- Lil Dicky
- Lil Durk
- Lil’ Flip
- Lil Jon
- Lil’ Kim
- Lil Loaded
- Lil Lotus
- Lil’ Mama
- Lil Mosey
- Lil Mouse
- Lil Nas X
- Lil Peep
- Lil Phag
- Lil Pump
- Lil Scrappy
- Lil Skies
- Lil Tecca
- Lil Tjay
- Lil Tracy
- Lil Twist
- Lil Uzi Vert
- Lil Wayne
- Lil Xan
- Lil Yachty
- Lizzo
- Lisa „Left Eye“ Lopes
- Litefoot
- Little Brother
- LL Cool J
- Lloyd Banks
- Logic
- Lords of the Underground
- Loon
- Lootpack
- Lord Finesse
- Lovebug Starski
- Ludacris
- Luis Resto
- Luke Christopher
- Luke Nasty
- Lumidee
- Lupe Fiasco
- Lyfe Jennings
- Lyrics Born
- M.I.A.
- Mac Dre
- Machine Gun Kelly
- Mack 10
- Macklemore
- Mack Maine
- Madlib
- Maino
- Main Source
- Majestic 12
- Malcolm Barrett
- Mannie Fresh
- Mantronix
- Mapei
- Mark Batson
- Mark Morales
- Mark Tuan
- Marley Marl
- Mary J. Blige
- Mase
- Masta Ace
- Masta Killa
- Master P
- Mathematics
- Maurice Brown
- Mausberg
- MC Breed
- MC Eiht
- MC Hammer
- MC Lyte
- MC Ren
- MC Serch
- MC Shan
- Meech Wells
- Meek Mill
- Megan Thee Stallion
- Mel-Man
- Melle Mel
- Mellow Man Ace
- Memphis Bleek
- Method Man
- Metro Boomin
- MF Doom
- Michael Franti
- Mickey Avalon
- Mick Jenkins
- Migos
- Miilkbone
- Mike Fuentes
- Mike Jones
- Mike Ladd
- Mike Will Made It
- Miles Brown
- Militia
- Mims
- Missy Elliott
- Mitchy Slick
- Mobb Deep
- Mod Sun
- Mona Haydar
- Moneybagg Yo
- Monie Love
- Moor Mother
- Mos Def
- M.O.P.
- Mr. Lif
- Murphy Lee
- Murs
- Mysonne
- Mystikal
- Nardo Wick
- Nas
- NATAS
- Nate Dogg
- Native Tongues Posse
- Nature
- Naughty by Nature
- Necro
- Nelly
- N.E.R.D
- New Boyz
- Newcleus
- NF
- Nicki Minaj
- Nine
- Nipsey Hussle
- NLE Choppa
- No I.D.
- Noname
- Non Phixion
- N.O.R.E.
- nothing, nowhere.
- Nottz
- Numarx
- N.W.A
- O.F.T.B.
- O. G. Style
- Obie Trice
- Odd Future Wolf Gang Kill Them All
- Offset
- OG Maco
- OJ da Juiceman
- Ol’ Dirty Bastard
- One Inch Punch
- Onyx
- Optimus Rhyme
- Organized Noize
- Originoo Gunn Clappaz
- O’Shea Jackson junior
- O.T. Genasis
- Outerspace
- Outhere Brothers
- OutKast
- Outlawz
- P$C
- Papoose
- P. Diddy
- Paris
- Partners in Kryme
- Pastor Troy
- Paula Perry
- Paul Wall
- Peanut Butter Wolf
- Percee P
- Pete Rock
- Pete Rock & CL Smooth
- Petey Pablo
- Pharoahe Monch
- Pharrell Williams
- Phil the Agony
- Pimp C
- Pitbull
- Planet Asia
- Playaz Circle
- Playboi Carti
- Plies
- PMD
- P. M. Dawn
- P. M. Sampson
- PnB Rock
- Polo G
- Polow da Don
- Pooh-Man
- Poorstacy
- Pooh Shiesty
- Pop Smoke
- Post Malone
- Pouya
- Prahlad Friedman
- Pras Michel
- Prayers
- Prince Paul
- Prodigal Sunn
- Prodigy
- Professor X
- Project Pat
- Proof
- Proyecto Uno
- Psycho Realm
- Public Enemy
- Pusha T
- Q-Tip
- Quad City DJ’s
- Quando Rondo
- Queen Latifah
- Queen Pen
- Questlove
- R. A. the Rugged Man
- Raekwon
- Rae Sremmurd
- Rah Digga
- Rahzel
- Rakim
- Ralph Tresvant
- Rampage
- Rappin’ 4-Tay
- Rapsody
- Rasco
- Rashad Smith
- Rashid Hadee
- Ras Kass
- Raury
- Raz-Ma-Taz
- RBX
- Red Café
- Redman
- Reflection Eternal
- Remy Ma
- Rhymefest
- Rich Boy
- Rich Homie Quan
- Rich the Kid
- Rick Ross
- Rick Rubin
- RJD2
- Rob Base and DJ E-Z Rock
- Robert Diggs
- Rock Steady Crew
- Roc Raida
- Rockwilder
- Roddy Ricch
- Rodney Chapman
- Rod Wave
- Romany Malco
- Romeo
- Roscoe
- Roscoe Dash
- Roxanne Shanté
- Royce da 5′9″
- Ruff Ryders
- Run-D.M.C.
- Run the Jewels
- Russ
- Russell Simmons
- Ryu
- RZA
- Sadat X
- Sadistik
- Sage Francis
- Sage the Gemini
- SahBabii
- Saigon
- Saint Jhn
- Salt ’n’ Pepa
- Samiyam
- Sammy Adams
- Sam Sneed
- Sandy y Papo
- Saul Williams
- Scarface
- Schoolboy Q
- Schoolly D
- Sean Paul
- Sebastian
- Sékou
- Sensational
- Sevin
- Sha Money XL
- Shar Jackson
- Shawnna
- Sheck Wes
- Sheek Louch
- Shelley FKA DRAM
- Shlohmo
- Shock G
- Shop Boyz
- Showbiz and A.G.
- Shy Glizzy
- Shyne
- Silentó
- Silkk the Shocker
- Sirah
- Sir Jinx
- Sir Mix-a-Lot
- Sister Souljah
- Sisyphus
- Skee-Lo
- Ski Mask the Slump God
- Slaughterhouse
- Sleepy Brown
- Sleepy Hallow
- Slick Rick
- Slim 400
- Slim Thug
- Slug
- Slum Village
- Smif-N-Wessun
- Smokepurpp
- Smokin’ Suckaz wit Logic
- Snoop Dogg
- Sonny Sandoval
- Soopafly
- SoShy
- Soul Assassins
- Soulja Boy
- Soulja Slim
- Souls of Mischief
- Soulsonic Force
- South Central Cartel
- SpaceGhostPurrp
- Spoonie Gee
- SpotemGottem
- Stack Bundles
- Stalley
- Stat Quo
- Statik Selektah
- Stay Solid Rocky
- Stefan Kendal Gordy
- Stephen Garrett
- Stetsasonic
- Sticky Fingaz
- Strong Arm Steady
- Styles of Beyond
- Styles P.
- Sueco
- Suga Free
- Sugarhill Gang
- Suga-T
- Suicideboys
- Supaman
- Swift
- Swizz Beatz
- T-Bone
- Taboo
- Tag Team
- Takeoff
- Talib Kweli
- Tank and the Bangas
- Tanya Winley
- Tash
- Tech N9ne
- Teddy Riley
- Tee Grizzley
- Termanology
- Terror Squad
- Tha Alkaholiks
- Tha Dogg Pound
- Tha Eastsidaz
- That Girl Lay Lay
- The Alchemist
- The Beatnuts
- The Bravehearts
- The Carters
- The Click
- The Coup
- The Diplomats
- The Dirty Heads
- The Disposable Heroes of Hiphoprisy
- The D.O.C.
- The Dove Shack
- The Flatlinerz
- The Foreign Exchange
- The Gaslamp Killer
- The High & Mighty
- The Kaze
- The Lady of Rage
- The Last Poets
- The Lost Boyz
- The Luniz
- The Machine
- Themselves
- The Neptunes
- The Notorious B.I.G.
- The Pack
- The Perceptionists
- The Pharcyde
- The Procussions
- The Roots
- The Underachievers
- The Washington Projects
- The Weathermen
- The WhoRidas
- Thirstin Howl III
- Three 6 Mafia
- Thundercat
- T.I.
- Timbaland
- Tim Dog
- T La Rock
- Toby McKeehan
- Tokimonsta
- Tone Loc
- Tony Yayo
- Too $hort
- Trae
- Travis Knight
- Travis Scott
- Trick Daddy
- Trick Trick
- Trik Turner
- Trina
- Trippie Redd
- T-Rock
- TQ
- Travie McCoy
- Troy Hudson
- Tru
- Tupac Shakur
- T-Wayne
- Twinz
- Twista
- Twiztid
- Ty Dolla Sign
- Tyga
- Tyla Yaweh
- Tyler, the Creator
- Typical Cats
- Ugly Duckling
- U-God
- UGK
- U-Jean
- Unk
- Upchurch
- Vanilla Ice
- Vico C
- Vince Staples
- Vinnie Paz
- Wale
- Warren G
- Wax
- Weiland
- Westside Connection
- White Dawg
- Whodini
- Whooliganz
- Why?
- Wildchild
- Will.i.am
- Will Smith
- Wiz Khalifa
- World Class Wreckin’ Cru
- Wu-Tang Clan
- Wyclef Jean
- X-Clan
- XXXTentacion
- Xzibit
- Ya Boy
- Yeat
- Yelawolf
- Yella
- Yella Boy
- YG
- Ying Yang Twins
- YNW Melly
- Yo Gotti
- Youngboy Never Broke Again
- Young Buck
- Young Chop
- Young Dirty Bastard
- Young Dolph
- Young Gunz
- Young M.A
- Young Money
- Young Noble
- Young Thug
- Yo Yo
- Yukmouth
- Yung Joc
- Zero 9:36
- Z-Ro
- Zulu Nation

#### Kanada
- Ali Gatie
- ASM a state of mind
- BadBadNotGood
- Classified
- Drake
- Jon Lajoie
- K-OS
- Kardinal Offishall
- K’naan
- Kid Koala
- Killy
- KRNFX
- Maestro
- Manafest
- Nav
- Night Lovell
- Powfu
- Snow
- Socalled
- Stuart Stone
- Sweatshop Union
- Swollen Members
- Tommy Genesis
- Tory Lanez
- Wab Kinew

### Europa

#### Albanien und Kosovo
- Arta Bajrami
- Blleki
- Capital T
- Dr. Flori
- Etno Engjujt
- Getoar Selimi
- Memli Krasniqi
- Mozzik
- Noizy
- Ritmi i Rrugës
- Tingulli Trent
- Unikkatil

#### Armenien
- Dzharo & Khanza

#### Belarus
- Tima Belorusskich

#### Belgien
- Apashe
- Baloji
- Coely
- Damso
- Hamza
- Makar
- Roméo Elvis

#### Bosnien und Herzegowina
- Buba Corelli
- Edo Maajka
- Frenkie
- Jala

#### Bulgarien
- Kristo

#### Dänemark
- Ankerstjerne
- Gilli
- Jokeren
- Kølig Kaj
- L.O.C.
- Lord Siva
- MC Clemens
- Natasja
- Niarn
- Nik & Jay
- Outlandish
- Petur Pólson
- Sleiman
- Suspekt
- UFO Yepha

#### Finnland
- Áilu Valle
- Amoc
- Bomfunk MC’s
- Cheek
- Dolchamar
- Ezkimo
- Gasellit
- Käärijä
- Kwan
- Mouhous
- Paperi T
- Pikku G
- Raptori
- Rockin da North
- Signmark
- Stig
- Teflon Brothers
- Pikku G

#### Frankreich
- 113
- Abd al Malik
- Akhenaton
- Alliance Ethnik
- Ana Tijoux
- Black M
- Booba
- Bosh
- Casey
- Casseurs Flowters
- Dadju
- Da Uzi
- Dee Nasty
- Diam’s
- Disiz la Peste
- Djadja & Dinaz
- Doc Gynéco
- Eddy de Pretto
- Faf Larage
- Flynt
- Fonky Family
- Gaël Faye
- Gambi
- Gradur
- Hatik
- Heuss L’Enfoiré
- Hocus Pocus
- Hornet La Frappe
- IAM
- Joeystarr
- Jul
- Kaaris
- KeBlack
- Keny Arkana
- Kery James
- Kaysha
- Kheiron
- K.I.M.
- La Caution
- Lacrim
- Ladaniva
- La Fouine
- Lartiste
- Le Rat Luciano
- Leto
- Lomepal
- Lucenzo
- Lucio Bukowski
- Lunatic
- Maes
- Mafia K’1 Fry
- Gims
- Manau
- Massilia Sound System
- MC Solaar
- Ménélik
- MHD
- Naps
- Naza
- Ninho
- Niska
- Octavian
- Onra
- Orelsan
- Oxmo Puccino
- Passi
- Pierpoljak
- PNL
- Psy 4 de la rime
- PZK
- Rilès
- Rohff
- Saïan Supa Crew
- Scred Connexion
- Seth Gueko
- Sexion d’Assaut
- Sinik
- Sniper
- Sofiane
- Soprano
- Stupeflip
- Suprême NTM
- Tandem
- Triangle des bermudes
- Therapy
- Tonton David
- Tryo
- TTC
- Vegedream
- Youssoupha
- Zebda
- Zkr

#### Griechenland
- Goin’ Through
- Negros Tou Moria
- Pavlos Fyssas
- Riskykidd
- Terror X Crew

#### Grönland
- Nuuk Posse

#### Großbritannien
- Aitch
- AJ Tracey
- Akala
- Alex da Kid
- Apache Indian
- Arrdee
- Beardyman
- Benzz
- Blak Twang
- Blazin’ Squad
- Bob Vylan
- Boy Better Know
- Bree Runway
- Bugzy Malone
- Chipmunk
- Central Cee
- Collard
- Conquering Lion
- Dan Bull
- Dan Le Sac vs. Scroobius Pip
- Dave
- D-Block Europe
- Derek B
- Digdat
- Digga D
- Dizzee Rascal
- DJ Vadim
- Dot Rotten
- Dutchavelli
- Elliot Barnes-Worrell
- Enny
- Envy
- Estelle Swaray
- Eusebe
- Example
- Flohio
- Fugative
- Fun-Da-Mental
- Fuse ODG
- Giggs
- Gorillaz
- Gracious K
- Gunshot
- Hacktivist
- Hardnoise
- Headie One
- Hijack
- Ice MC
- Jay1
- Jessie J
- J Hus
- Jnr Choi
- Kano
- Kae Tempest
- KC Da Rookee
- Killa Instinct
- Killa Kela
- King Prawn
- Klashnekoff
- Kojo Funds
- Krept & Konan
- K-Trap
- Lady Leshurr
- Lady Sovereign
- Little Simz
- Loveable Rogues
- Loyle Carner
- Mattafix
- Maverick Sabre
- MC Mystic Man
- M Huncho
- Michael Dapaah
- Misha B
- MoStack
- Ms D
- Ms. Dynamite
- Nafe Smallz
- Naughty Boy
- N-Dubz
- Nines
- Nizlopi
- Not3s
- Nova Twins
- O.R.B.
- Pa Salieu
- Pee Bee Squad
- Potter Payper
- Quincy Jones III
- Rameez
- Ramz
- Reeps One
- Ricardo Da Force
- Rizzle Kicks
- Rodney Bishop
- Roll Deep
- Roots Manuva
- Russ Millions
- Scarlxrd
- Scratch Perverts
- Scrufizzer
- Shadia Mansour
- Silver Bullet
- Sleaford Mods
- slowthai
- Smoke Boys
- So Solid Crew
- Soweto Kinch
- Speech Debelle
- Stefflon Don
- Stereo MCs
- Sway
- Taio Cruz
- The Brotherhood
- The Criminal Minds
- The Herbaliser
- The Streets
- The Wiseguys
- Tinie Tempah
- Tion Wayne
- Tricky
- Ty
- Us3
- Wee Papa Girl Rappers
- Wes Nelson
- Wiley
- Young Fathers
- Young MC
- Yxng Bane

#### Island
- Quarashi
- Væb

#### Italien
- Achille Lauro
- Alfa
- Anna
- Articolo 31
- Baby K
- Biondo
- Bresh
- Briga
- Caparezza
- Capo Plaza
- Carl Brave
- Chadia Rodríguez
- Clementino
- Club Dogo
- Coez
- Cranio Randagio
- Dani Faiv
- Dargen D’Amico
- Dark Polo Gang
- Emis Killa
- Ensi
- Ernia
- Fabri Fibra
- Fasma
- Fedez
- Fred De Palma
- FSK Satellite
- Gemelli Diversi
- Gemitaiz
- Geolier
- Ghemon
- GionnyScandal
- Guè Pequeno
- Highsnob
- Il Tre
- Irama
- Izi
- Jake La Furia
- J-Ax
- Jovanotti
- Junior Cally
- Junior K
- Lazza
- Livio Cori
- Lowlow
- Luchè
- Luna
- Madame
- Madman
- Marracash
- Massimo Pericolo
- Mondo Marcio
- Moreno
- Mostro
- Mr. Rain
- Mudimbi
- Night Skinny
- Nitro
- Olly
- Raige
- Rancore
- Random
- Rhove
- Riserva Moac
- Rkomi
- Rocco Hunt
- Rosa Chemical
- Salmo
- Sfera Ebbasta
- Shade
- Shiva
- Sick Luke
- Tancredi
- Tedua
- Tha Supreme
- Tormento
- Tredici Pietro
- Two Fingerz
- Ultimo
- Vegas Jones
- Willie Peyote

#### Kroatien
- Bolesna Braća
- Dalibor Bartulović
- El Bahattee
- Elemental
- Tram 11

#### Luxemburg
- Magestick
- The Gentles

#### Moldau
- Kapushon

#### Montenegro
- Who See

#### Niederlande
- Ali B
- Broederliefde
- Dope D.O.D.
- Fouradi
- Jebroer
- Johnny Pepp
- Jonna Fraser
- Kempi
- Kraantje Pappie
- Kyteman
- Lil Kleine
- MC Miker G & Deejay Sven
- Mr. Probz
- Opgezwolle
- Osdorp Posse
- Pete Philly & Perquisite
- S10
- Salah Edin
- Snelle
- The Opposites
- Typhoon
- Yes-R

#### Norwegen
- Arif
- B-Boy Myhre
- Cezinando
- Envy
- Fred Buljo
- Gatas Parlament
- Hagle
- Hkeem
- Isah
- Jonas Benyoub
- Jon Ranes
- Kamelen
- Karpe
- Lars Vaular
- Madcon
- Marstein
- Musti
- Paperboys
- Roc Boyz
- Stig Brenner
- Undergrunn

#### Polen
- Bonus RPK
- Donatan
- DonGURALesko
- Fisz
- Grammatik
- Hades
- Jamal
- Jeden Osiem L
- Kaliber 44
- Łona
- L.U.C
- Małpa
- Mata
- Mlodyskiny
- O.S.T.R.
- Paktofonika
- Peja
- Popek
- Quebonafide
- Ribellu
- SiStars
- Spinache
- WWO

#### Portugal
- Boss AC
- Da Weasel
- Valete

#### Rumänien
- B.U.G. Mafia
- Connect-R
- Paraziții

#### Russland
- Allj
- Andrei Sergejewitsch Batytschko
- Basta
- Ilja i Wladi
- Little Big
- MiyaGi & Endspiel
- Morgenshtern
- Moscow Death Brigade
- Oxxxymiron
- Rem Digga
- Timati

#### Schweden
- Ant Wan
- Bladee
- Dr. Alban
- Dree Low
- Einár
- Elai
- Frej Larsson
- Hov1
- KIDDA
- Kumba M’bye
- Lazee
- Little Sis Nora
- Looptroop
- Mange Schmidt
- Maskinen
- Maxida Märak
- Näääk
- Neneh Cherry
- Newkid
- NG3
- Petter
- Promoe
- Silvana Imam
- Svenska Akademien
- Timbuktu
- Yung Lean

#### Serbien
- Bad Copy
- Beogradski Sindikat
- ZERA

#### Slowakei
- Aless
- Kontrafakt
- Majk Spirit

#### Spanien
- Arianna Puello
- C. Tangana
- Fulanito
- La Mala Rodríguez
- Los Chikos del Maíz
- Nathy Peluso
- Pablo Hasél
- Santa Salut
- Tribade
- Valtònyc

#### Tschechien
- Gipsy
- Gipsy.cz
- Redzed
- WWW

#### Türkei
- Anıl Piyancı
- Ayben
- Ben Fero
- Beta Berk Bayındır
- Cakal
- Ceza
- Contra
- Dr. Fuchs
- Eypio
- Ezhel
- Fuat
- Gazapizm
- Jigzaw
- Karakan
- Lil Zey
- Murda
- Sagopa Kajmer
- Sefo

#### Ukraine
- Alina Pash
- Alyona Alyona
- GeeGun
- Greenjolly
- Kalush
- Seryoga

#### Ungarn
- Krúbi
- Rapülők

### Mittel- und Südamerika

#### Argentinien
- Alejandro Lococo
- Paulo Londra

#### Brasilien
- Emicida
- Facção Central
- Kamau
- Marcelo D2
- MV Bill
- MC Gringo
- Rico Dalasam
- Yzalú

#### Dominikanische Republik
- Los Ilegales

#### Jamaika
- Black Kappa
- Bubbler Ranx

#### Kolumbien
- Karol G
- Sociedad FB7
- Tres Coronas

#### Kuba
- Danay Suárez
- Samuray Kuba
- Yotuel Romero

#### Mexiko
- Cartel de Santa
- Control Machete
- Dharius

#### Panama
- Edgardo Franco

#### Peru
- Liberato Kani

#### Puerto Rico
- Anuel AA
- Bad Bunny
- Eddie Dee
- Myke Towers
- Ozuna
- Residente
- Tego Calderón
- Julio Voltio

#### Suriname
- Damaru

#### Trinidad und Tobago
- Nicki Minaj
- Theophilus London

### Afrika

#### Ägypten
- Ahmed Mekky

#### Algerien
- Raja Meziane
- Soolking

#### Angola
- Jireel
- Titica

#### Burkina Faso
- Yeleen

#### Ghana
- Kofi Yakpo
- Reggie Rockstone
- R.E.U.B.

#### Kenia
- Kalamashaka
- Muthoni Drummer Queen

#### Marokko
- Milano

#### Namibia
- Ees

#### Nigeria
- 2Face Idibia
- JJC
- P-Square
- Rema

#### Sambia
- Backxwash
- B’Flow
- Sampa the Great

#### Senegal
- Daara J
- Didier Awadi
- Djoloff
- Positive Black Soul
- Pee Froiss
- Sister Fa

#### Sudan
- Emmanuel Jal

#### Südafrika
- Crosby Bolani
- Die Antwoord
- J. R. Rotem
- Liquideep
- Spoek Mathambo

#### Tunesien
- Hamada Ben Amor

#### Zimbabwe/Simbabwe
- Metaphysics

### Asien

#### Afghanistan
- Sonita Alizadeh
- Soosan Firooz
- Sulaiman Masomi

#### Indien
- Sumeet Samos

#### Iran
- Hichkas
- Shahin Najafi
- Yas

#### Israel
- Hadag Nachash
- Michael Moshonov
- SHI 360
- Subliminal & The Shadow

#### Japan
- chelmico
- Creepy Nuts
- Daichi
- DJ Krush
- Dragon Ash
- HALCALI
- Hannya
- Ketsumeishi
- Madkid
- M-Flo
- Mori Calliope
- Nujabes
- Reol
- Rip Slyme
- Teriyaki Boyz
- Zeebra

#### Myanmar
- Zayar Thaw

#### Palästina
- Belly
- Dam

#### Sri Lanka
- Kadhalviruz

#### Südkorea
- Bang Chan
- BIGBANG
- Bigman
- Bizzy
- BTS
- Dok2
- Gary
- Hwang Ye-ji
- Jessi
- J-Hope
- Junoflo
- Leessang
- MFBTY
- Psy
- Ravi
- San E
- Simon Dominic
- Suga
- SuperM
- Zico

#### Taiwan
- Dog-G

#### Vietnam
- Jack

### Australasien

#### Australien
- 360
- Allday
- Bliss n Eso
- Bombs Away
- Downsyde
- Filthy Frank
- Hilltop Hoods
- Horrorshow
- Iggy Azalea
- Illy
- Masked Wolf
- The Kid Laroi

#### Neuseeland
- Savage
- Smashproof